# Doxwise 2
|  | Denne artikel er oprettet af botten PalnaBot ud fra en ekstern database. Den kan derfor have sproglige fejl eller mangler. Denne skabelon kan fjernes efter kontrol af indholdet. |

Doxwise 2 er en film instrueret af Christian Sønderby Jepsen.

## Handling
En ung muslimsk kvinde rejser tilbage til Libanon, for at gense sin far efter ti års adskillelse. Stik imod sine forældres ønske drager en 18-årig mand i krig i Afghanistan. En københavnsk lesbisk kaster lys over hovedstaden og sender kæresten på højskole, mens en vestjysk smedelærling slås med sin far og frygter at flytte hjemmefra. Det er ærligt når fire unge danskere lader alle kommentere og kigge med i deres digitale dagbog over ti uger. Den dokumentariske webserie "Doxwise dagbog" åbner sin anden sæson med fire nye medvirkende.